# Męcina (przystanek kolejowy)
Męcina – nieczynny przystanek kolejowy położony w Męcinie, w województwie małopolskim, w Polsce. Budynek dworcowy jest zamieszkany. W 1995 r. Męcina została zdegradowana ze stacji kolejowej na przystanek, zostały zlikwidowane tory boczne, sygnalizacja kształtowa oraz wieża ciśnień.